# مكنف بن زيد الخيل الطائي
مكنف بن زيد الخير الطائي صحابي وشاعر، شهد حروب الردة مع خالد بن الوليد.

## سيرته
هو مكنف بن زيد بن مهلهل بن زيد بن منهب بن عبد رضا بن المُخْتَلس بن ثوب بن كنانة بن مالك بن نابل بن نبهان، واسمه سودان بن عمرو بن الغوث الطائي النبهاني، أبوه زيد الخير وكان يُكنى بمكنف. شهد مكنف قتال أَهل الردة هو وأخوه حريث بن زيد الخيل الطائي مع خالد بن الوليد. قال ابن حبان: «كان أكبر وَلَد أبيه، وبه كان يُكنى أبوه»، وقال البغوي في ترجمة حريث بن زيد الخيل: «يقال له أيضًا الحارث، وكان أسلم هو وأخوه مُكْنِف، وصحبا النبيَّ ﷺ، وشهدا قتال أهل الردة مع خالد بن الوليد، ثم لم يفرد مكنفا بترجمة فاستدركه ابن فتحون، وذكره الطبري والدارقطني». وذكر الواقدي في كتاب الردّة أنه كان ممن ثبت على الإسلام، وقاتل بني أسد لما ارتدوا مع طليحة، وأنشد له في ذلك من أبيات:
وشارك مكنف في فتح الري في العراق، فكان والد حماد الراوية من سبيه، وحماد من مواليه. وكان مكنف أكبر إخوته وهم: عروة، وحنظلة، وحريث وبه كان أبوه يكنى، لا يُورد أحد من كتاب السير والتاريخ سنةً محدده لوفاته، ولكنه توفي على أغلب الظن بعد عام 22 هـ، أي بعد 643.